# Бубоницы
Бу́боницы — деревня в Торопецком районе Тверской области России. Входит в состав Пожинского сельского поселения.

## История
На топографической карте Фёдора Шуберта, изданной в 1871 году, обозначена деревня Бубонина.
На карте РККА 1923—1941 годов обозначена деревня Бубоницы. Имела 17 дворов.

## География

### Расположение
Деревня расположена в северо-восточной части района. Находится в  27 км (по автодороге — 40 км) к северу от районного центра Торопец. Ближайший населённый пункт — деревня Косилово.

### Климат
Деревня, как и весь район, относится к умеренному поясу северного полушария и находится в области переходного климата от океанического к материковому. Лето с температурным режимом +15…+20 °С (днём +20…+25 °С), зима умеренно-морозная −10…-15 °С; при вторжении арктического воздуха до −30…-40 °С.
Среднегодовая скорость ветра 3,5-4,2 метра в секунду.

### Часовой пояс
Деревня Бубоницы, как и вся Тверская область находится в часовой зоне МСК (московское время). Смещение применяемого времени относительно UTC составляет +3:00.

## Население
| 2010 |
| ---- |
| 7    |

## См.также
- Чистый лес